# Lizenz
Eine Lizenz (lateinisch licet, „es ist erlaubt“; dazu: licentia, „Freiheit“, „Erlaubnis“; englisch licence) ist in verschiedenen Fachgebieten die Genehmigung oder Erlaubnis an ein Rechtssubjekt, ein Recht wirtschaftlich nutzen zu dürfen.

## Allgemeines
In diesem Sinne sind Beteiligte der das Recht innehabende Lizenzgeber und der begünstigte Lizenznehmer, die gemeinsam einen Lizenzvertrag schließen. Gegenstand der Lizenzverträge ist in Industrie und Handel die Einräumung von Nutzungsrechten an gewerblichen Schutzrechten (Patente, Konzessionen, Gebrauchsmuster, eingetragene Marken), deren Bedingungen in spezifischen Patent-, Konzessions- oder Markenverträgen aufgeführt sind. Auch im Franchising sprechen Franchisenehmer häufig von der übernommenen Lizenz.
Gegenstand eines Lizenzvertrags können auch vom staatlichen oder privaten Lizenzgeber erteilte Sonderrechte sein, zum Beispiel die Spielerlaubnis für Mannschaftssportler im Profisport, Spielerlaubnis für Musiker in der ehemaligen DDR, die UMTS-Mobilfunkrechte, aber auch bei Jagdlizenzen (Jagdpatente). Als Rechtsobjekte kommen somit ausschließlich immaterielle Güter in Betracht.

## Geschichte
Über die Herkunft und Definition des Lehnworts „Lizenz“ gehen die Meinungen in der Sprachforschung auseinander. Das liegt vor allem am äquivoken zeitgenössischen Sprachgebrauch im Mittelalter. An der Universität Bologna gab es Personen, die das Privatexamen bestanden, aber sich noch nicht der öffentlichen Verleihung des Doktorats unterzogen hatten (lateinisch licentiati). Hieraus ist heute noch in Deutschland die Bezeichnung für Lizenziaten abgeleitet. Der Erwerb des Doktorats (lateinisch licentia promovendi) galt spätestens ab 1165 als Ermächtigung, die höchste Würde der Fakultät zu erbitten. Die Lehrerlaubnis (lateinisch licentia docendi) wiederum galt als volle Lehrbefugnis. Das dritte Laterankonzil beschloss 1179  unter Alexander III., dass sowohl die „licentia docendi“ als auch der Unterricht kostenlos erteilt wurden. Während an deutschen Universitäten die Lizenz lediglich eine Vorstufe zum Doktorat und kein eigenständiger akademischer Grad darstellte, galt die Lizenz in Italien als akademischer Grad.
Die Lizenz tauchte als Genehmigung (lateinisch licentia) ersichtlich erstmals unter König Philipp II. von Frankreich im Jahre 1204 auf, wonach „alle Verkaufsrechte des Holzverkaufs dem König gehörten“. Er erteilte eine ausdrückliche Verkaufslizenz (lateinisch licencia vevendi) für seine Wälder von Retz, deren Holz „niemand verkaufen, geben oder verleihen ohne die Lizenz des Königs“ durfte. Später erstreckte sich die Verkaufslizenz auf Grundstücke, dann auf Handelswaren für Marktteilnehmer auf Märkten. Zum Ende des 15. Jahrhunderts griff die Lizenz in die Behörden- und Kaufmannssprache über. So erwähnte Ulrich Füetrer im Jahre 1478 „lizenze“ als Synonym für Genehmigungen. Das Wort „Licent“ stand 1591 in Flandern für die „Gebühr einer Ausfuhrerlaubnis“.
Im Reichspatentgesetz vom Mai 1877 fehlte eine Regelung zur Lizenz und zum Lizenzvertrag. Seit etwa 1880 bemühten sich Rechtsprechung und Fachliteratur um eine Erfassung des Lizenzbegriffs. Für Rudolf Klostermann stellte die Lizenz „die Erlaubnis zur Benutzung der Erfindung“ dar. Das Reichsgericht (RG) sprach im März 1911 von „Benutzungserlaubnis“. Im Patentgesetz vom Mai 1936 tauchte der Begriff als Zwangslizenz auf. Dieser heute noch in § 24 Abs. 1 PatG stehende Rechtsbegriff erfasst alle vom Patentgericht zwangsweise erteilten Lizenzen. Das Urheberrechtsgesetz vom Januar 1966 spricht allgemein von Nutzungsrecht, kennt aber auch die „Lizenzkette“ (§ 32a Abs. 2 Satz 1 UrhG). Das Warenzeichengesetz erwähnte die Lizenz erstmals im Januar 1995.

## Arten
Man unterscheidet zwischen ausschließlichen Lizenzen und nicht ausschließlichen Lizenzen. Erstere sind Lizenzen, bei denen der Lizenzgeber dem Lizenznehmer das alleinige Benutzungsrecht erteilt, während bei letzteren sich der Lizenzgeber das Recht vorbehält, das Benutzungsrecht auch selbst auszuüben oder weitere Lizenzen an Dritte zu vergeben.

## Lizenzen im Urheberrecht
Das Urheberrecht ist durch internationale Übereinkommen (UN) und durch nationale Gesetzgebung geregelt. Auf den Verstoß gegen diese Regeln folgen Schadensersatzansprüche des Lizenzgebers und auf Antrag strafrechtliche Verfolgung durch die Staatsanwaltschaft. Im Privatrecht regeln Kaufverträge, Leihverträge und spezielle Lizenzverträge die Rechte des Erwerbers und seine Pflichten gegenüber dem Lizenzgeber.
Eine häufig angewendete Lizenzvergabe findet zwischen Rechteinhabern und Rechtenehmern bei der Übernahme und elektronischen Verbreitung von Veranstaltungen statt. Das sind alle Arten von Konzerten, Aufführungen, Sportereignissen usw. So haben z. B. die FIFA zur Fußball-Weltmeisterschaft 2006 und die UEFA zur Fußball-Europameisterschaft 2008 Lizenzen zur Übertragung der Spiele auf Großbildleinwände für das „Public Viewing“ vergeben. Grundsätzlich waren diese Lizenzen bei nicht kommerzieller Ausrichtung kostenlos. Kostenpflichtig wurden die Lizenzen, sobald ein kommerzieller Sponsor beteiligt war. Der häufig verwendete Terminus „Lizenzgebühr“ ist hier falsch, weil es sich in der Regel um nichtstaatliche Vertragspartner gehandelt hat. Es handelt sich um einen Kauf von Rechten.

### Arten von Nutzungsrechten (Lizenzen)
Der Begriff der Lizenz wird im Gesetz nicht überall verwendet. Das Urheberrecht gebraucht z. B. den Begriff des Nutzungsrechts, ohne dass damit etwas anderes gemeint wäre. Die Lizenz lässt sich auf mehrerlei Weise vergeben. Sie kann zunächst einmal als nicht-ausschließliche (sogenannte einfache) Lizenz vergeben werden. Ein solches Lizenzrecht erlaubt dem Lizenznehmer (i. d. R. im Wege eines positiven Rechts) den Gebrauch des Schutzrechts. Er kann beispielsweise ein Erzeugnis herstellen, das Gegenstand eines Patents ist, sofern der Lizenzvertrag dies zulässt. Als ausschließliche Lizenz wird ein Nutzungsrecht bezeichnet, das dem Lizenznehmer für ein bestimmtes Gebiet oder für eine bestimmte Gebrauchsart etc. den ausschließlichen Zugriff gestattet. Abwandlungen wie die Allein- oder Betriebslizenz, die das Gebrauchsrecht an einen einzigen Lizenznehmer oder sein Unternehmen binden, sind keine eigenständigen Lizenztypen.
Eine über alle Schutzgesetze hinweg höchst streitige Frage ist die nach der „Dinglichkeit“ der Lizenz. So wird im Patentrecht angenommen, dass die ausschließliche Lizenz „dingliche“ Wirkung habe. Auch z. B. im Urheber-, Marken-, Gebrauchsmuster-, Geschmacksmuster- und Sortenschutzrecht wird eine solche Wirkung der ausschließlichen Lizenz proklamiert. Die Wirkung der einfachen Lizenz wird dagegen über die einzelnen Schutzgesetze differenziert bewertet. Dabei ist der Begriff der „Dinglichkeit“ dem Sachenrecht entnommen und zumindest insofern ungenau, als er dort nur dann Verwendung findet, wenn das Bezugsobjekt des Rechts eine Sache i. S. d. § 90 BGB ist. Dieser Streit erstreckt sich im Übrigen auch auf andere Rechtsgebiete. So wird überlegt, ob der ausschließliche Lizenznehmer Drittwiderspruchsberechtigter i. S. d. § 771 ZPO, bzw. Aussonderungsberechtigter i. S. d. § 47 InsO ist. Daran schließen sich Fragen an, ob eine ausschließliche Lizenz als eigenständiges Recht frei übertragbar ist. Im Urheberrecht kann ein Nutzungsrecht nur mit Zustimmung des Urhebers übertragen werden (§ 34 Abs. 1 UrhG). Wenn der Urheber seine ausschließlichen Nutzungsrechte an einen Dritten überträgt und für sich kein Nutzungsrecht vorbehält, ist der Lizenznehmer u. U. berechtigt, das Werk unter Ausschluss aller anderen Personen – einschließlich des Urhebers selbst – zu nutzen. Weiterhin wäre der Lizenznehmer zur Vergabe von einfachen Nutzungsrechten berechtigt, wobei es der Zustimmung des Urhebers bedarf (§ 31 Abs. 3 UrhG).
Nach der Zweckübertragungslehre sind im Zweifel nur die Rechte zum Gebrauch überlassen, die für die Erreichung des jeweiligen Vertragszwecks notwendig sind. Das Prinzip entstammt dem Urheberrecht.

### Gesetzliche Lizenz
Gesetzliche Lizenzen schränken das Recht des Lizenzgebers zur Beschränkung der Nutzung des Werks von Gesetzes wegen ein. Der Lizenzgeber kann sich damit nicht gegen eine gesetzesgemäße Nutzung zur Wehr setzen.
Ein Beispiel hierfür stellt die Privatkopie dar: Sie beruht auf der gesetzlich gewährten Lizenz nach § 53 UrhG zur Anfertigung von Vervielfältigungen zu privatem und sonstigem eigenen Gebrauch. Die Privatkopie ist nicht kostenlos, sondern wird durch Urheberrechtsabgaben abgegolten, die über Verwertungsgesellschaften wie die GEMA eingezogen und an die Lizenzgeber ausgeschüttet werden.
Die Begründung für das Recht zur Privatkopie und die kollektive Verwertung über Verwertungsgesellschaften ergibt sich in erster Linie aus der Unmöglichkeit für den Urheber, seine Rechte im Privatbereich durchzusetzen.

### Lizenzverträge
Obwohl die Lizenz in allen Rechtsgebieten inzwischen gesetzliche Anerkennung gefunden hat, fehlt es an einer Legaldefinition und an Aussagen zum Lizenzvertrag. In ihrer umfassenden Bedeutung ist die Lizenz jede Berechtigung zur gewerblichen Nutzung von Immaterialgütern. Der Lizenzvertrag zwischen Lizenzgeber (Rechtsinhaber) und Lizenznehmer ist meist ein Dauerschuldverhältnis und beinhaltet als Hauptleistungspflichten die Rechteüberlassung durch den Lizenzgeber und als Gegenleistung die vom Lizenznehmer zu entrichtenden Lizenzgebühren. Die Überlassung der Rechte geschieht nicht etwa durch deren Abtretung an den Lizenznehmer, sondern vielmehr durch Einräumung eines Nutzungsrechts. Dadurch verbleibt das Eigentum am Recht beim Lizenzgeber, während der Lizenznehmer ein mit der Pacht vergleichbares Nutzungsrecht erhält. Die Lizenzgebühren (englisch royalties) orientieren sich meist am lizenzbezogenen Umsatz und sind gemäß Art. 12 Abs. 2 OECD-Musterabkommen Betriebsausgaben für Rechte oder Vermögenswerte, zu denen die verschiedenen Arten der künstlerischen oder literarischen Urheberrechte und bestimmte Arten gewerblicher Vermögensrechte sowie Gebühren für die Überlassung gewerblicher, kaufmännischer oder wissenschaftlicher Erfahrungen gehören.
Ein Lizenzvertrag ist ein im Bürgerlichen Gesetzbuch (BGB) nicht eigens geregelter Vertragstyp. Er wird deshalb auch als Vertrag eigener Art (Vertrag sui generis) klassifiziert. Durch den Vertrag erteilt der Rechteinhaber eines geschützten Rechts dem Lizenznehmer ein definiertes Nutzungsrecht. Lizenzen werden vor allem für die Nutzung von Patenten, Gebrauchsmustern, Marken, Know-how oder Software erteilt. Kernpunkte eines Lizenzvertrags sind die Beschreibung des Lizenzgegenstands, die Festlegung des zur Nutzung freigegebenen Marktsegments bzw. der Marktregion, die Laufzeit, das Entgelt und gegebenenfalls auch Vertragsstrafen. Das Entgelt wird häufig in Form eines Down payments am Anfang und einer laufenden Gebühr in Abhängigkeit vom wirtschaftlichen Erfolg bzw. Nutzen geregelt. Dem Lizenzvertrag ähnlich ist der Franchisevertrag, letzterer basiert aber auf anderen rechtlichen Grundlagen.
Beispiele
Typische Lizenzverträge beinhalten beispielsweise die Lizenzbauten beim Auto- und Flugzeugbau. Dabei werden dem Lizenznehmer Kopien der Konstruktionspläne überlassen und der Lizenzgeber hilft oft dem Lizenznehmer bei der Produktionsaufnahme.
Im Verlagsbereich regeln Lizenzverträge die Nutzung von Urheberrechten. Solche Lizenzverträge werden üblicherweise zwischen dem selbstständigen Urheber und einem Verlag oder zwischen zwei Verlagen (z. B. für Übersetzungsversionen) geschlossen. Ein Urheber kann auch mehrere Lizenzen zur Auswahl anbieten. Man spricht dann von einer Mehrfachlizenzierung (siehe Duales Lizenzsystem).
Dass Privatleuten Rechte mittels Lizenzvertrag eingeräumt werden, ist eher unüblich. Eine Ausnahme stellen die Lizenzen dar, die bei freier Software zur Verwendung kommen. Bei diesen wird pauschal jedermann eine Lizenz angeboten. Die Lizenzen von freier Software und lizenzpflichtiger Software haben gemeinsam, dass sie im Sinne des Bürgerlichen Gesetzbuches Allgemeine Geschäftsbedingungen (AGB) darstellen. AGB müssen zur Erlangung von Rechtskraft wirksam in den Vertrag zwischen dem Lizenznehmer und dem Lizenzgeber aufgenommen werden, sofern es sich nicht um individuell hergestellte Software handelt.

### Softwarelizenzen
Für das bloße Ausführen eines Programms im nicht-öffentlichen Rahmen ist keine Lizenz erforderlich, da dies keinem Verbot unterliegt. Eine urheberrechtliche Lizenz, also eine urheberrechtliche Nutzungs-/Verwertungserlaubnis, ist bei urheberrechtlich geschützten Computerprogrammen nur erforderlich, wenn eine urheberrechtlich relevante Nutzungs-/Verwertungshandlung erfolgt, die nicht bereits durch die in § 69d Abs. 1 UrhG verankerte gesetzliche Lizenz erfasst ist. Vor allem aus dem Lager der großen Softwarehersteller wird dies regelmäßig negiert bzw. in Abrede gestellt und hierzu auch gerne versucht, bereits den Lauf eines Computerprogramms als urheberrechtliche Verwertungshandlung erscheinen zu lassen. Ignoriert wird hierbei aber, dass nicht jeder technische Kopiervorgang, wie er definitiv beim Lauf eines Computerprogramms innerhalb eines Computers vieltausendfach erfolgt, auch eine urheberrechtliche Vervielfältigung i. S. d. § 16 UrhG darstellt. Dies schon grundsätzlich deswegen nicht, weil ein rein computerinterner Kopiervorgang nicht zu einem weiteren (zusätzlichen) Werkexemplar führt, das eine zusätzliche Werknutzung ermöglichen würde – wie es etwa beim Herstellen einer Kopie der Programm-CD/DVD oder bei dem Installieren der Software auf einem anderen/weiteren Computer der Fall ist –, sondern nichts daran ändert, dass der Computer von außen betrachtet nur ein einziges Vervielfältigungsexemplar der darauf installierten Software darstellt. Daraus folgt aber auch, dass etwa der Lauf einer von einem zentralen Server oder einem WAN (ASP) bezogenen/gestarteten Software insofern anders bewertet werden muss, als die jeweils vervielfältigten Programmteile Werkcharakter besitzen.
Ein weiterer Fall ist der, dass ein Werk nicht urheberrechtlich geschützt ist. In diesem Fall ist für keinerlei Nutzungsart eine Lizenz vonnöten. Ein Werk ist dann urheberrechtlich nicht geschützt („gemeinfrei“, „in der Public Domain“), wenn es nicht schutzfähig oder seine Schutzdauer abgelaufen ist. In einigen Rechtssystemen können Urheber auch per Willenserklärung den urheberrechtlichen Schutz aufheben. Nach deutschem Recht ist dies zwar nicht möglich; eine derartige Willenserklärung wird aber in der Rechtsprechung als entsprechend weitreichende Lizenzierung interpretiert.

#### Freie Software und Open Source
Bei freier und Open-Source-Software werden einfache Nutzungsrechte pauschal an jedermann eingeräumt. Die Zustimmung des Lizenznehmers wird üblicherweise dadurch signalisiert, dass er die durch die freie Lizenz gewährten Rechte wahrnimmt, die über allgemein gewährte Rechte, wie das Recht auf Zitat, hinausgehen. Insofern der Rechteinhaber keine Gegenleistungen fordert, kann die Lizenz kurz und simpel ausfallen. Ein bekanntes Beispiel lautet: „Do what the fuck you want to.“ – ein wenig formlos, doch juristisch gültig. Nach Ansicht des GNU-Projektes ist jedoch bei solchen Lizenzen problematisch, dass veränderte Versionen der Computerprogramme nach geltendem Recht nicht automatisch ebenso freigiebig an jedermann lizenziert sind.
Die GNU General Public License versucht daher, die Freiheiten für den Nutzer zu bewahren und verlangt eine „Gegenleistung“ für die eingeräumten Rechte:
1. Dass das Programm nicht allein in seiner in Maschinensprache übersetzten Form, auch Binary genannt, sondern nur zusammen mit einer für Menschen verständlichen Version, dem Quellcode weitergegeben wird.
2. Dass veränderte Versionen nur dann verbreitet werden dürfen, wenn sie ebenfalls unter die GPL gestellt werden. Wer sich nicht daran hält, verliert seine Rechte wieder.

Diese Verfahrensweise wird Copyleft genannt.
Problematisch beim Copyleft in dieser Form ist, dass zwei verschiedene Copyleft-Lizenzen möglicherweise miteinander inkompatibel sein können. Das heißt, es können zwei Werke unter verschiedenen Copyleft-Lizenzen nicht zu einem einzigen kombiniert werden. Insbesondere die GPL ist inkompatibel zu vielen anderen Software-Lizenzen, da sie ein starkes Copyleft besitzt. Auch für andere freie Inhalte, wie zum Beispiel Literatur (GFDL) und freie Musik (GPL-SFA) lauert hier die Gefahr der Inkompatibilität. Die Creative-Commons-Lizenzen versuchen, diesem Problem entgegenzuwirken.

#### EULA
Während der Installation proprietärer Software werden seit Mitte der 1990er Jahre häufig Verträge (Endbenutzer-Lizenzvertrag, engl.: End User License Agreement (EULA)) angezeigt, die der Benutzer bestätigen muss, um mit der Installation fortfahren zu können. Diese „Verträge“ sind jedoch in Europa und vielen anderen Erdteilen nur eingeschränkt gültig und auch nur dem Namen nach „Lizenzen“, und zwar aus zwei Gründen:
1. Die EULAs erlauben üblicherweise nichts, was nicht ohnehin schon erlaubt ist, zum Beispiel das Programm zu benutzen. Ohne Gegenleistung also soll sich der „Lizenznehmer“ irgendwelche Verpflichtungen auferlegen. Dies widerspricht dem grundsätzlichen Aufbau eines Vertrages.
2. Weiterhin kann nicht davon ausgegangen werden, dass der Nutzer dem Vertrag wirklich zustimmt. Das Anklicken eines Buttons, um auf dem eigenen Rechner die Installation berechtigterweise fortzusetzen, kann nicht mit einer Annahme gleichgesetzt werden (man sagt: Das Anklicken hat aus Sicht eines objektiven Dritten an Stelle des Herstellers der Software keinen Erklärungsinhalt, weil man eben nicht davon ausgehen kann, jemand wolle einen Vertrag abschließen, damit ihm erlaubt wird, was er ohnehin schon darf). Aus diesem Grund verbreitet sich zunehmend die Praxis, den Button erst freizuschalten, wenn das Textfeld, in dem das EULA enthalten ist, ganz durchgelesen wurde, also der Ausschnitt bis ganz nach unten verschoben wurde. Aber auch dies löst das Problem nicht, da der Ausschnitt auch verschoben werden kann, ohne den Inhalt zu lesen.

## Staatlich erteilte Sonderrechte
Lizenzen dienen dem Staat zur Regulierung von bestimmten Wirtschaftszweigen. Sie sind entweder gesellschaftlich sensibel (zum Beispiel Glücksspiel, Arbeitsvermittlung, Medien) oder es bedarf einer übergeordneten technischen Koordination. Oft ist es auch eine Kombination aus beiden Gründen, da die Legitimation einer technischen Koordination vom Staat als Gelegenheit genutzt wird, einen Bereich politisch zu kontrollieren (vgl. etwa die Notwendigkeit der Koordination der Sendefrequenzen von Radioprogrammen und politische Bestrebungen, auf Radioprogramme – etwa über die Auswahl des Betreibers – Einfluss zu nehmen). An die Vergabe von Lizenzen knüpft der Staat in der Regel die Einhaltung bestimmter Lizenzbedingungen wie zum Beispiel technische Standards, eine gewisse Transparenz, qualitative und quantitative Mindest- oder Höchstumfänge einer Geschäftstätigkeit, aber auch die Entrichtung einer Gebühr für die Lizenznutzung. Hält sich der Lizenzinhaber nicht an diese Bedingungen, deren Einhaltung von staatlichen Behörden kontrolliert wird, droht ihm der Lizenzentzug.
Die Einschätzung, welche gesellschaftlichen Bereiche sensibel sind, ändert sich mit der gesellschaftlichen Entwicklung. Die Tendenz zur Zurückdrängung staatlichen Einflusses und die weltweite wirtschaftliche Liberalisierung seit den 1980er Jahren hat auch Einfluss auf die Erteilung staatlicher Sonderrechte: Lizenzbedingungen werden gelockert, die zahlenmäßigen Beschränkungen von Lizenzen werden aufgestockt oder ganz aufgehoben, es werden Rechtsansprüche für den Erwerb staatlicher Lizenzen eingeräumt oder die Notwendigkeit zum Erwerb einer staatlichen Lizenz wird gar gänzlich aufgehoben.
Lizenzen dienen auch zum Schutz staatlicher Monopole (zum Beispiel Tabakmonopol, Postmonopol).
Der Handel mit landwirtschaftlichen Produkten zwischen der Europäischen Union und Drittländern unterliegt, je nach Produkt, ebenfalls der Lizenzpflicht. Diese werden von den für die Durchführung zuständigen Marktordnungsstellen der EU-Mitgliedstaaten erteilt. Sie sind nicht identisch mit Einfuhr- und Ausfuhrgenehmigungen.

### Gesetzliche staatliche Lizenzen
Die Erlaubnis für das gewerbliche Betreiben von Bankgeschäften oder Finanzdienstleistungen heißt Banklizenz und wird nach § 32 Abs. 1 KWG von der Bankenaufsicht BaFin erteilt. Die Gewerbeordnung (GewO) sieht in den §§ 30 ff. GewO einige Wirtschaftszweige vor, die „einer Konzession der zuständigen Behörde“ bedürfen. Hierzu gehören Privatkranken- und Privatentbindungsanstalten (§ 30 GewO), Schaustellung von Personen (§ 33a GewO), Aufstellung von Spielgeräten mit Gewinnmöglichkeit (§ 33c GewO), Spielhallen (§ 33i GewO), Pfandleihgewerbe (§ 34 GewO), Bewachungsgewerbe (§ 34a GewO), Versteigerergewerbe (§ 34b GewO), Makler/Bauträger/Baubetreuer (§ 34c GewO), Versicherungsvermittler (§ 34d GewO), Versicherungsberater  (§ 34e GewO), Finanzanlagenvermittler (§ 34f GewO) oder Immobiliendarlehensvermittler (§ 34i GewO).
Wer ein Gaststättengewerbe betreiben will, bedarf der Gaststättenkonzession (§ 2 GastG), sofern nicht alkoholfreie Getränke, unentgeltliche Kostproben, zubereitete Speisen oder in Verbindung mit einem Beherbergungsbetrieb Getränke und zubereitete Speisen an Hausgäste verabreicht werden.

### Medienlizenzen
Staatliche Sonderrechte beherrschen insbesondere den Medienbereich. Während Zeitungslizenzen heute nicht mehr verlangt werden, ist für die Ausstrahlung von Radio- oder Fernsehprogrammen noch immer eine Lizenz notwendig. Während der Grund für das Verlangen von Presselizenzen in der besseren Kontrollierbarkeit dieser Medien lag, liegt ein wesentlicher Grund für das Verlangen von Radio- und Fernsehlizenzen (Rundfunklizenzen) in den knappen Ressourcen: Die begrenzte Anzahl von Frequenzen lässt sich nur an eine begrenzte Anzahl von Programmveranstaltern vergeben.

#### Rundfunklizenz
Privatwirtschaftliche Betreiber von Rundfunkanstalten (Radio und Fernsehen) benötigen in Deutschland nach § 20 Rundfunkstaatsvertrag (RStV) eine Zulassung (Lizenz), die von den Landesmedienanstalten vergeben wird. Nach § 25 RStV haben die Sender dabei „inhaltlich die Vielfalt der Meinungen im Wesentlichen zum Ausdruck zu bringen“. Dies heißt, alle „bedeutsamen, politischen, weltanschaulichen und gesellschaftlichen Kräfte und Gruppen müssen in den Vollprogrammen angemessen zu Wort kommen; Auffassungen von Minderheiten sind zu berücksichtigen“. Dies gilt nicht bei Spartenprogrammen.
Bei der Lizenzvergabe wird dabei auf die Meinungsmacht geachtet, die ein Sender erreicht. Nach § 26 RStV dürfen Fernsehunternehmen mit allen ihren Sendern bzw. Programmen nicht mehr als 30 % Zuschaueranteil erreichen. Ab dieser Quote dürfen keine weiteren Lizenzen vergeben werden.
Die Genehmigung der Radio- und Fernsehsender durch die Landesmedienanstalten ist davon abhängig, ob Sendefrequenzen frei sind. Die freien Frequenzen werden ausgeschrieben.
Die Kriterien für eine rundfunkrechtliche Zulassung werden unterteilt in persönliche und sachliche Voraussetzungen:
Zu den persönlichen Voraussetzungen gehört etwa in Niedersachsen, dass der Veranstalter nicht von einer politischen Partei abhängig ist oder interessierte Privatpersonen nicht als Volksvertreter einem Landtag oder dem Bundestag angehören. In vielen Landesmediengesetzen ist festgelegt, dass eine Lizenzvergabe ausgeschlossen ist, wenn an einem Bewerber eine politische Partei auch nur über eine mittelbare Beteiligung verfügt. CDU-geführte Landesregierungen wollen damit ausschließen, dass sich jene Zeitungsverlage an Radiosendern beteiligen, an denen die SPD eine Minderheitsbeteiligung hat (siehe SPD-Zeitungsbesitz). Als sachliche Anforderung an einen Lizenzbewerber gilt, dass er wirtschaftlich und organisatorisch als in der Lage beurteilt wird, das den Antragsunterlagen entsprechende Programm auch durchzuführen.
Haben sich, was die Regel ist, mehrere Bewerber beworben, trifft etwa die Niedersächsische Landesmedienanstalt (NLM) eine Auswahl danach, welcher der Bewerber „wahrscheinlich die größte Meinungsvielfalt im Programm bieten wird“. Entscheidend ist zudem, in welchem Umfang im Programm Information, Bildung, Beratung und Unterhaltung angeboten werden sollen, inwieweit eine Berichterstattung aus dem lizenzvergebenden Bundesland erfolgt sowie in welchem Ausmaß das Programm in diesem Bundesland produziert wird.
Die Lizenz kann in Niedersachsen etwa entzogen werden, wenn das Programm gegen die Menschenwürde, „die sittlichen, religiösen und weltanschaulichen Überzeugungen anderer“, „die Zusammengehörigkeit im vereinten Deutschland und die internationale Verständigung“ sowie Frieden, soziale Gerechtigkeit, die Integration ausländischer Einwohner und Minderheiten verstößt (§ 13 Abs. 3 und § 14 Niedersächsisches Mediengesetz). Andere Bundesländer haben ähnliche Vorschriften.
In Bayern benötigen auch Internetanbieter wie YouTuber, LP-Produzenten oder Publikumsplattformen wie heise online eine Rundfunklizenz, wenn sie Livestream-Angebote ins Netz stellen.

#### Mobilfunklizenzen
In den meisten Ländern besitzt der Staat – ähnlich wie beim Rundfunk – die Hoheit über die Vergabe von Frequenzbändern. Deshalb müssen Mobilfunkgesellschaften für den Betrieb des Mobilfunks staatliche Mobilfunk-Lizenzen erwerben. Als Beispiel dafür dient die Versteigerung der UMTS-Lizenzen zum Betreiben des Netzes auf bestimmten Frequenzen, die in Deutschland im August 2000 zweistellige Milliardenbeträge einbrachten.

#### Zeitungslizenz/Lizenzzeitung
Von den gut vier Jahrhunderten, die seit Erscheinen der ersten Zeitung 1605 in Straßburg vergangen sind, waren lediglich ein kurzer Wimpernschlag während der 1848er Revolution, 15 Jahre in der Weimarer Republik sowie die Zeit nach 1949 (bzw. 1989 in Ostdeutschland) durch eine mehr oder weniger vollständige Pressefreiheit geprägt. In allen anderen Zeiträumen wurden nicht nur auf unterschiedliche Weisen die Inhalte zensiert, sondern durch Kautionsverpflichtungen, Konzessionszwänge, Gewährung von Gewerbeprivilegien oder durch besondere „Stempelsteuern“ die Verlagsgewerbefreiheit beschränkt. Zu diesen Beschränkungen gehörte auch die Verpflichtung, vor der Herausgabe einer Zeitung eine staatliche Lizenz (in früheren Jahrhunderten „Privileg“) zu erwerben.
Eine Lizenzzeitung ist in diesem Sinne eine Zeitung, die über die in Deutschland nach 1945 bis 1949 notwendige Erscheinungsgenehmigung der Militärregierung verfügte. Ohne diese Lizenz durfte bis zum Erlass der Generallizenz/Pressefreiheit keine Zeitung erscheinen. Für ostdeutsche Zeitungsverlage war diese staatliche Genehmigung bis zur Wende 1989 Voraussetzung für die Herausgabe einer Zeitung.
Indem die Herausgabe einer Zeitung von einer speziellen Lizenz abhängig gemacht wird, bekommt die staatliche Herrschaft die Kontrolle über den Personenkreis (Verleger), der Zeitungen herausgeben darf. Unliebsame Personen können ausgeschlossen werden. Zudem bleibt die Zahl der unterschiedlichen Zeitungen begrenzbar. Bei einem Verstoß gegen die Lizenzbedingungen kann eine Lizenz entzogen werden, was Möglichkeiten auch einer inhaltlichen Kontrolle bedeutet.

#### Einfuhr- und Ausfuhrlizenzen
Für die Erteilung von Ausfuhrgenehmigungen für bestimmte Waren ist in Deutschland das BAFA zuständig (§ 8 Abs. 2 AWG). In manchen Staaten (wie in der Schweiz) ist eine Einfuhrgenehmigung für bestimmte Waren erforderlich. Der freie internationale Warenhandel wird durch derartige Vorschriften eingeschränkt, um eine staatliche Kontrolle (etwa beim Waffenhandel) zu gewährleisten.

### Nichtstaatliche Lizenzen

#### Sportlizenzen
Wichtigste nichtstaatliche Lizenz ist im Profifußball die zwingend notwendige vertragliche Teilnahmeberechtigung für den Spielbetrieb der Fußball-Bundesliga und 2. Fußball-Bundesliga (Spielerlaubnis). Nach der Einreichung umfangreicher Lizenzierungsunterlagen durch die Vereine und Genehmigung durch die Deutsche Fußball Liga als Lizenzgeber schließt diese einen Vertrag mit jedem Verein (Lizenznehmer), der die Teilnahme am Spielbetrieb gewährleistet, nur für eine Saison gilt und „Lizenz“ genannt wird. Weitere Lizenznehmer sind die Vertragsspieler, deren Spielerlaubnis umgangssprachlich ebenfalls als Lizenz bezeichnet wird.

#### Lizenzen in der Verlagsbranche
In der Verlagsbranche spielt der Lizenzhandel eine wichtige Rolle. Lizenzen betreffen den Außenhandel eines Verlages. In einem Verlag ist in der Regel die Rechtsabteilung für Lizenzen zuständig, dort wird ein Lizenzvertrag zwischen dem Lizenzgeber (z. B. der Urheber) und einem Lizenznehmer abgeschlossen. Im Normalfall beschränkt sich eine Lizenz auf eine gewisse Anzahl von Exemplaren. Meist beschäftigen sich damit Literaturagenten auf Buchmessen, wo Statistiken und auch einhergehende Übersetzungen interkulturelle Indikatoren sind. So standen bei den Lizenzverkäufen 1997 bis 2004 Chinesisch oder Koreanisch an der Spitze; 2005 überholt von Polen (8,1 % aller Lizenzen) und 7,4 % ins Tschechische. Deutsche Kinder- und Jugendbücher sind 24 % aller Lizenzverkäufe, große Nachfrage gibt es auch nach Ratgebern und Büchern zur Lebenshilfe (22 %).

## Sonstiges
Unter den Begriff Lizenz fallen auch amtliche Berechtigungen zum Führen oder Reparieren von Flugzeugen wie etwa die Lizenz für Verkehrspiloten oder die AML (Aircraft Maintenance Licence) der Fluggerätmechaniker. Der Begriff findet auch im allgemeinen Sprachgebrauch häufige Verwendung, so z. B. bei der „Lizenz zum Töten“ des fiktiven Agenten James Bond.
Das zugehörige Verb lizenzieren hat die Bedeutung „eine Lizenz erteilen“. Umgangssprachlich wird aber auch bei Erwerb oder Beantragung einer Lizenz von lizenzieren gesprochen, beispielsweise in der Wendung „eine Software lizenzieren“ (gemeint ist: „sich eine Software lizenzieren lassen“). Lizenzierung (oder das Verb lizenzieren) ist in der Behördensprache aus der Sicht des Lizenzgebers, im Bereich der EDV auch aus Sicht des Lizenznehmers („ein Programm lizenzieren“) zu verstehen.